# Карагай-Покровка
 Карагай-Покровка  — посёлок в Кувандыкском городском округе Оренбургской области.

## География
Находится на левом берегу Губерли на расстоянии примерно 39 километров по прямой на северо-восток от окружного центра города Кувандык.

## Климат
Климат умеренно-континентальный. Времена года выражены чётко. Среднегодовая температура по району изменяется от +4,0 °C до +4,8 °C. Самый холодный месяц года — январь, среднемесячная температура около −20,5…−35 °C. Атмосферных осадков за год выпадает от 300 до 450—550 мм, причём большая часть приходится на весенне-летний период (около 70 %). Снежный покров довольно устойчив, продолжительность его, в среднем, 150 дней.

## История
Основан в начале 20 века переселенцами из Воронежской губернии на землях, купленных ими у башкир. В первой части топонима башкирское карагай — «сосна»: в полутора километрах к северо-западу отсюда на скалистых склонах и равнинном участке у долины реки Губерля раскинулся реликтовый Карагайский сосновый бор. До 2016 года входила в Новопокровский сельсовет Кувандыкского района, после реорганизации этих муниципальных образований в составе Кувандыкского городского округа.

## Население
Постоянное население составляло 224 человека в 2002 году (русские 79 %), 153 в 2010 году.